# Felix Sachs
Felix Sachs, född 19 december 1862 i Frankfurt am Main, död 8 oktober 1922 i Stockholm, var en tysk-svensk affärsman. Han blev känd som byggherre för det efter honom uppkallade Felix Sachs hus.

## Biografi

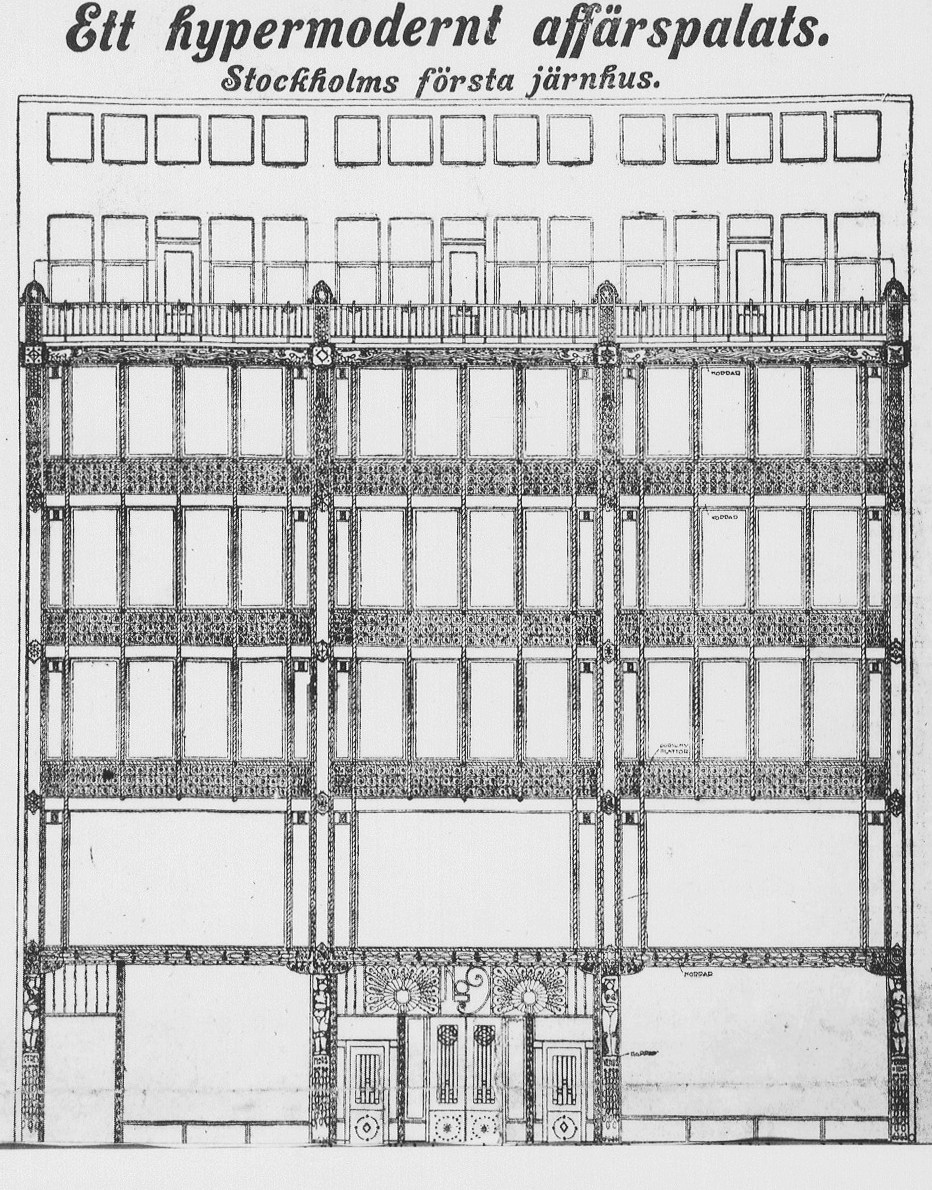
Felix Sachs hus: "Ett hypermodernt affärspalats".

Sachs var son till Julius von Sachs, professor i naturhistoria vid lantbruksakademin i Poppelsdorf i Tyskland. Efter avslutade studier anlände Sachs till Stockholm och gick i lära hos sin farbror Simon Sachs, dåvarande ägare av firman Joseph Leja, vilken han 1865 hade övertagit efter sin svärfar Joseph Leja genom att gifta sig med dennes dotter Mathilda.
Felix Sachs bidrog väsentligt till att utveckla firman tillsammans med sin kusin Josef Sachs. Den senare övertog 1893 ledningen av varuhuset som nu kallades Leja & Sachs, beläget vid Regeringsgatan 5-7. När Leja & Sachs 1902 slogs ihop med konkurrenten K.M. Lundberg till varuhuset AB Nordiska Kompaniet (kort NK) drog Sachs sig tillbaka. År 1903 grundade han tillsammans med en äldre tjänsteman från K.M. Lundberg firman AB Nordiska tvätt- och strykinrättningen som han verkade i fram till 1918. Samtidigt arbetade han i mäklarfirman Wittenström & Co där han var delägare till sin död 1922. Privat ägnade han sig musiken och var en god cellist. Han efterlämnade hustru och en dotter.
Hans namn levde vidare i det så kallade Felix Sachs hus vilket han 1912 lät bygga i anslutning till Leja & Sachs lokaler. Byggnadens konstruktion blev en milstolpe i Stockholms affärshusbyggen och räknas till det första med en renodlad stomme av stålprofiler och fasad i curtain wall-teknik. Huset var ett kontors- och affärshus vars lokaler uthyrdes till bland annat NK. Byggnaden revs 1972 i samband med den senare delen av Norrmalmsregleringen och inför uppförandet av Gallerian. Fasaden sparades dock och återuppsattes i slutet av 1980-talet på kontorshuset Klarahuset, Drottninggatan 31-33.